# Novembre 1958

## Événements
- Cuba : Batista tente une issue politique et organise une élection présidentielle anticipées qui se solde par une abstention massive.
- Yves Klein utilise un modèle vivant nu comme pinceau.

- 3 novembre : inauguration à Paris du siège permanent de l'UNESCO, conçu par l'Américain Marcel Breuer, l'Italien Pier Luigi Nervi et le Français Bernard Zehrfuss.

- 4 novembre : 
  - Intronisation du pape Jean XXIII.
  - Raz de marée démocrate au Congrès.

- 6 novembre : lettre du prix Nobel de littérature Boris Pasternak au journal la Pravda[1].

- 10 novembre : 
  - le prix Nobel de la paix est attribué au Belge Dominique Pire.
  - Constitution de la Guinée[2].

- 12 novembre (Union soviétique) : Lors d’une session du parti communiste, Boulganine, Molotov et Malenkov sont accusés d’appartenir au « groupe antiparti ».

- 17 novembre : coup d’État militaire au Soudan du général Ibrahim Abboud.

- 20 novembre : pacte scolaire en Belgique.

- 23 novembre : Kwame Nkrumah et Ahmed Sékou Touré annoncent l’union du Ghana et de la Guinée.

- 23 et 30 novembre : élections législatives. Large victoire de la droite (UNR), fort recul des communistes. L’UNR remporte plus de 20 % des voix et 198 députés au second tour aux dépens des socialistes (44 sièges), des radicaux (23) et des communistes (10). Les modérés obtiennent 133 sièges. Sur 480 élus, plus de 400 sont de nouveaux députés.

- 25 novembre : autonomie du Soudan.

- 27 novembre : ultimatum de Khrouchtchev adressé à la RDA, à la RFA, à la France, au Royaume-Uni et aux États-Unis : l’Union soviétique demande la fin de l’occupation quadripartite de Berlin et la création d’une zone démilitarisée. La réception en Occident est des plus fraîches : début de la crise de Berlin.

- 28 novembre : 
  - Autonomie du Tchad, de la République du Congo et du Gabon.
  - L’Oubangui-Chari, le Cameroun et le Congo-Brazzaville deviennent républiques autonomes au sein de la Communauté française.

## Naissances
- 3 novembre : Kevin Sorenson, homme politique de la circonscription fédérale de Crowfoot.
- 4 novembre : Dominique Voynet, femme politique française, membre du Parti Les Verts.
- 5 novembre : Robert Patrick, acteur américain.
- 8 novembre : Yoav Galant, politicien israélien et ministre de la défense d'Israël depuis 2022.
- 10 novembre :
  - Jean-Bernard Feitussi, acteur français, créateur de l'École de théâtre Les Enfants Terribles.
  - Fatoumata Nafo-Traoré, médecin et femme politique malienne.
- 12 novembre : 
  - Gilbert Melki, acteur français.
  - Megan Mullally, actrice américaine (Emmy Award).
- 13 novembre : Rose Marie Compaoré, femme politique burkinabé († 18 mars 2020).
- 14 novembre : Olivier Marchal, réalisateur, acteur et scénariste français.
- 16 novembre :
  - Mary Marg Helgenberger, actrice américaine.
  - Boris Krivokapić (en) (Борис Кривокапић), auteur serbe.
  - Glenda Bailey, journaliste et éditrice anglaise.
  - Sooronbay Jeenbekov, président du Kirghizistan de 2017 à 2020.
- 17 novembre : Mary Elizabeth Mastrantonio, actrice américaine.
- 19 novembre : Jean-François Clervoy, spationaute français.
- 24 novembre : Alain Chabat, acteur et humoriste français.
- 28 novembre :
  - Kriss Akabusi, athlète britannique.
  - Tanya Harford, joueuse de tennis sud-africaine.
  - Urs Räber, skieur alpin suisse.
- Jour précis non connu : Esther Ayuso, architecte et femme politique bélizienne.

## Décès
- 3 novembre : Markus Feldmann, conseiller fédéral suisse.
- 10 novembre : Billy Boucher, joueur de hockey.
- 11 novembre : André Bazin, critique et théoricien de cinéma français.
- 12 novembre : Henri Hoevenaers, coureur cycliste belge (° 1er mai 1902).
- 13 novembre : Bart van der Leck, peintre néerlandais (° 26 novembre 1876).
- 15 novembre : Tyrone Power, acteur américain.